# San Fernando del Valle de Catamarca
San Fernando del Valle de Catamarca é a capital da província argentina de Catamarca, e capital do Departamento Capital, às margens do rio del Valle, ao pé do Cerro Ambato.
A capital, de 684 km², a 550 msnm, tem 141.000 hab. (2001), e mais de 200.000 nos subúrbios, que representam em torno de 70% da população da província.
A cidade está a 1.131 km de Buenos Aires. De outras capitais provincianas: La Rioja, 154 km; Tucumán, 230 km e Santiago del Estero 209 km.
Catamarca é um centro turístico por excelência, da província, com sua arquitetura colonial, e serve como ligação a muitos pontos turísticos, excursões, mountain-bike, cavalgadas, degustação de vinhos.
A San Fernando se chega de avião ao aeroporto Felipe Varela, em 28° 35' 12" S 65° 45' 12" O, a 15 km a sudeste da cidade, com vôos regulares a Buenos Aires e a La Rioja.
- Media relacionados com San Fernando del Valle de Catamarca no Wikimedia Commons